# 石田治一郎
石田 治一郎（いしだ じいちろう、1937年5月21日 - 2014年10月12日）は日本の政治家。藍綬褒章、正五位、旭日中綬章。長野県長野市出身。早大教育卒。長野県議会議員（連続9期）。長野県議会議長、自由民主党県連幹事長、全国幹事長連絡協議会会長、政権構想会議メンバー。
長野県政に強い影響力をもち、“県政の重鎮、県政のドン”とよばれた。

## 主な役職
- 県議会議長（第76代、2001年 - 2002年）
- 自由民主党長野県連副会長（2002年 - 2003年）
- 自由民主党長野県連幹事長（2003年 - 2014年）
- 全国幹事長連絡協議会会長（2009年 - 2013年）
- 政権構想会議メンバー（2010年 - 2012年）
- 県政会団長（1995年 - 2000年）
- 県政会名誉団長（2001年、2002年）

## 略歴
1937年、長野市若穂綿内（当時は上高井郡綿内村）生まれ。
早稲田大学教育学部卒業。信濃毎日新聞社勤務を経て起業する。長野青年会議所理事長を経て、1979年の長野県議会議員選挙へ出馬（無所属、当選後は自民党）しトップで初当選した。
1985年、長野市長選挙へ出馬し、塚田佐と保守を二分する激戦の末敗れたが、1987年の長野県議会議員選挙ではトップ当選で返り咲いた。以後は県議会議員として実績を積み重ね、1992年の第16回参議院選挙前には、自民党本部の竹下派を中心に宮沢派、安倍派、また当時の幹事長であった渡辺派の渡辺美智雄から出馬を打診された。最終的には1986年の第14回参議院選挙に出馬し落選した北澤俊美が出馬し、1986年と同様に参謀役として支援した。また2000年には、当時の自民党長野県連会長だった宮下創平から2001年の第19回参議院選挙へ出馬を打診されたが固辞し、吉田博美が出馬し支援している。
1995年、中央の政界再編に伴い分裂していた自民党系会派や新進党系（のちに民主党系）会派、保守系無所属議員をまとめ県政会を結成し団長となった（県政会発足に際して、中立的な会派運営のため自民党を離党している）。県政会は、長野県議会の3分の2の議席数を占める多数会派として、2002年に解散するまで長野県政へ強い影響力を与えた。あわせて、長野オリンピック・パラリンピック特別委員会の委員長に就任している。1999年の長野県議会議員選挙では、最下位当選者の得票数の約3.5倍となる県政史上初の3万票を超える得票でトップ当選した。この頃から長野県知事の“ポスト吉村”の一人として取りざたされるようになっていたが、2000年の長野県知事選挙では吉村午良の引退に伴い前副知事の池田典隆を主導し、選対本部長として全県的な支援体制を組織した。しかし、池田典隆は県庁支配、県議会や市町村、企業・業界団体による翼賛的との批判を受け、田中康夫に敗れた。
2000年に藍綬褒章を授与され、2001年には第76代長野県議会議長に就任した。この時期、4期続いた塚田佐長野市長の引退に伴い、鷲沢正一（当時は長野商工会議所副会頭）の擁立の流れをつくるなど、存在感を発揮している。一方、メディアでは田中知事のカウンターパートとして、全国規模で採り上げられるようになった。2002年には田中康夫に対する不信任案提出を主導し、出直し知事選挙が行われた。しかし、支援した長谷川敬子は惨敗し、県政会は解散し、長野県議会は少数会派が乱立することとなった。しかし、2003年の長野県議会議員選挙では、逆風下であったがトップ当選し、同年5月に自民党長野県連幹事長として（2002年の出直し知事選挙の前に、7年ぶりに自民党に復党し、県連副会長へ就いていた）復権した。2006年、長野県知事選挙では元衆議院議員の村井仁の擁立を主導し、田中康夫を破った。
2009年、麻生政権時から全国幹事長連絡協議会（直後の自民党大会において、全国幹事長連絡協議会は党則改正により党の正式機関となる）の会長に就任した。また、自民党が下野してから党再生の目玉として設立された「政権構想会議」へ、地方組織代表としてメンバーとなっている。2013年には3期続いた鷲沢正一長野市長の進退の相談を受け、加藤久雄（当時は長野商工会議所会頭）の擁立への流れをつくった。
2013年には3期続いた鷲沢正一長野市長の進退の相談を受け、加藤久雄（当時は長野商工会議所会頭）の市長誕生や、2014年8月の長野県知事選挙では、阿部守一の再選に向け、党派を超えた支援体制作りを主導し、存在感を発揮した。
2014年10月12日、肝細胞癌のため長野市内の病院で死去。

## 人物・選挙
長野県議会議員としては現職最多の当選9回、うち8回トップ当選している。また5回（1987年・1991年・1995年・1999年・2003年）は、長野県全県としても最高得票での当選である。
座右の銘は先憂後楽。
「地方へ、中央の政党対立を持ち込むべきではない」が信条で、“県民党”が望ましいとしている。
趣味はゴルフ。かつては愛煙家であったが、2012年に体調を崩してから完全に禁煙派となっている。酒類は殆ど飲まない。

## 褒章・叙位・叙勲
- 藍綬褒章（2000年）
- 正五位（2014年）
- 旭日中綬章（2014年）